# Krwawa Mary

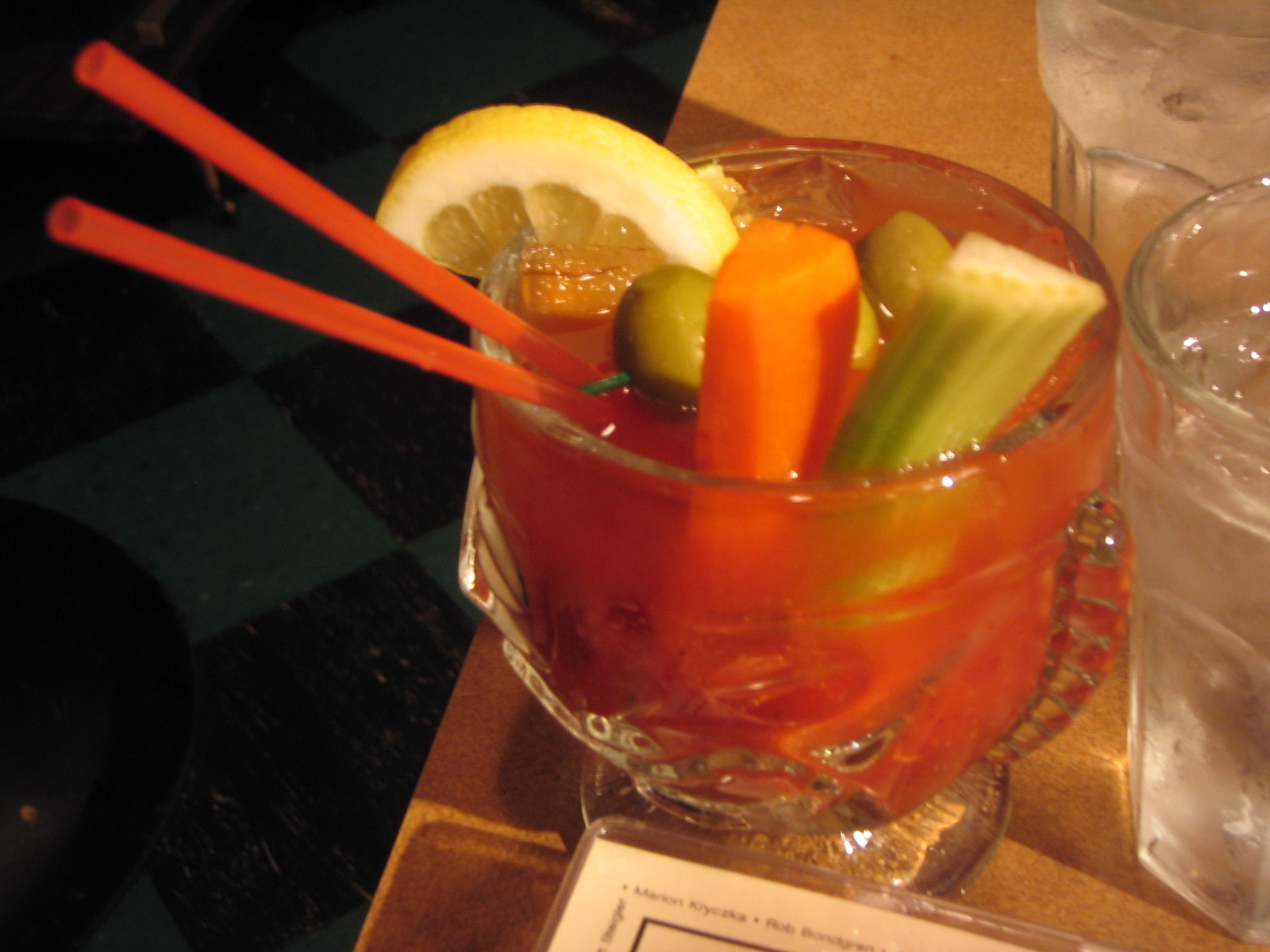
Krwawa Mary

Krwawa Mary (błędnie: Krwawa Mery) (ang. Bloody Mary) – koktajl alkoholowy przygotowany najczęściej z wódki, soku pomidorowego i przypraw. Stał się popularny w latach 50. XX wieku.

## Nazwa
Według jednej z wersji pochodzi od brytyjskiej królowej Marii I Tudor, która była zwana „Krwawą Marią”. Nazwa jest również związana z kolorem drinka kojarzącym się z kolorem krwi.

## Sposób przyrządzania
Zmieszać za pomocą shakera z lodem i przecedzić do szklanicy collinsowej z 2-3 kostkami lodu.
- 3/10 (90 ml) wódki
- 6/10 (180 ml) soku pomidorowego
- 1/10 (30 ml) soku cytrynowego
- 1/2 łyżeczki sosu Worcestershire
- 2-3 krople sosu tabasco
- 1 D soli selerowej
- 1 D pieprzu
- 1 D soli zwykłej

- 1 D = 1 Dash czyli jedno wstrząśnięcie np. butelką, solniczką itp.
Garnirować listkami selera bądź łodygą selera naciowego.
Ten przepis jest oficjalnym przepisem zgodnym ze standardami International Bartender Association, w którego skład wchodzą organizacje z 52 państw, w tym Stowarzyszenie Polskich Barmanów (Polish Bartender Association).